# Васильев, Иван Васильевич (эсер)
Иван Васильевич Васильев (19 апреля 1892 — после 1937) — кооператор, деятель чувашского национального движения, эсер, депутат Всероссийского учредительного собрания.

## Биография
По национальности чуваш, по сословному происхождению «из мещан». Родился в д. Анаткас-Туруново Первое Ядринского уезда Казанской губернии (ныне в Чебоксарском районе Чувашии). В 9 лет потерял мать, а в 14 остался без отца. Окончил начальную школу в родном селе, затем двуклассное училище в с. Большое Чурашево:499. Выпускник Казанской церковно-учительской школы, а затем Уфимского землемерного училища. Под полицейским надзором с 1905, то есть с 13 лет.
Поступил в Московский межевой институт. Но в мае 1917 года, после Февральской революции, бросил учёбу и стал заниматься общественно-политической деятельностью в русле чувашского национального возрождения.
15 мая 1917 года принял участие в работе 1-го съезда Общества малых народностей Поволжья, проходившем в Казанском университете. Стал членом партии социалистов-революционеров. Редактировал чувашскую газету «Хыпар» (Весть).
20-28 июня 1917 года в Симбирске прошёл Всечувашский съезд, в последний день работы съезда создано Чувашское национальное общество (далее — ЧНО):129. Васильев избран членом правления ЧНО. Избран членом правления Чувашского национального общества. После Всечувашского съезда, который стал называться 1-м съездом ЧНО, в Казани принято решение о воссоздании разгромленной в 1907 году чувашской эсеровской организации, объединившей национальные ячейки в Казанской, Симбирской, Самарской, Саратовской, Уфимской и Оренбургских губерниях. Организация должна была работать в автономном статусе. Председателем был избран Г. Ф. Алюнов, его заместителем И. В. Васильев:130. Чувашскими эсерами было принято решение участвовать выборах в Учредительное собрание отдельным списком, эта декларация была опубликована за подписью Г. Ф. Алюнова, И. В. Васильева, А. В. Васильева и А. П. Лбова:131. Был избран председателем ЧНО, а газета «Хыпар» с 10 августа стала печатным органом ЧНО:137. В августе 1917 года выступил от имени Чувашского национального общества на 2-м съезде Общества малых народностей. Известен его доклад на этом съезде, посвященный принципам федеративного устройства Российской державы:365-366. Стоял во главе комиссии по подготовке 3-го чувашского съезда в Казани, который был полностью посвящен выдвижению кандидатов в Учредительное собрание от чувашского народа:323.
В ноябре 1917 года избран во Всероссийское учредительное собрание по Казанскому избирательному округу по списку № 1 (съезд чувашских военных комитетов и чувашская организация эсеров). Участник единственного заседания Учредительного собрания 5 января 1918 года.
В конце 1917 года стал организатором и главой «Союза чувашской учащейся молодёжи». 12 января — 2 февраля участвовал в работе Всероссийского чувашского съезда военнослужащих. В своём докладе Васильев поддержал идею вхождения чувашей в планируемый «Волжско-Уральский штат» (Идель—Урал), провозглашенную 20 ноября 1917 года на «Национальном собрании мусульман тюрко-татар внутренней России и Сибири» в Уфе:369. Избран в контактную комиссию со специальной мусульманской коллегией по вопросам объединения:371.
23-27 мая 1918 года на съезде учащихся чувашей в Казани выступил с докладом «Школа и национальное самоопределение»:163-164. В августе 1918 года после возвращения Казани под контроль Комуча 10-16 августа Иван Васильев вместе Агафьей Гавриловой инвентаризировал имущество комиссариата по Чувашским Казанского губернского совета, редакции газеты «Канаш» и журнала «Ана».
20 августа 1918 года одновременно с другим чувашским эсером Г. Ф. Алюновым присоединился к Комитету Учредительного собрания в Самаре. 8-18 сентября участвовал в работе Уфимского Государственного совещания.
В ночь на 3 декабря вместе с ещё 12 или 14 членами Комуча Васильев был арестован в Уфе и отправлен для суда в Омск, куда он вместе с другими прибыл 5 декабря. В ходе Омского восстания в ночь на 22 декабря восставшие разоружили казачью сотню, захватили Омскую тюрьму и объявили, что все политические заключённые свободны. Освободили 200 человек заключённых, из которых 134—135 (до 140) были политическими. Как вспоминал участник этих событий Дмитрий Раков: «Чуваши сейчас же отправились на квартиру к знакомым».
С. Н. Николаев освобожденный вместе с Васильевым пишет в своих воспоминаниях:
Уже знали о провале большевистской затеи и знали также, что на улицах... расклеено объявление, угрожающее военно-полевым судом всем ушедшим в прошлую ночь из тюрьмы... Мы отправились в тюрьму засветло <...> Я попал в камеру, где раньше помещался И. И. Девятов, а И. В. Васильев рядом со мной...
По словам Николаева, вызволил их из тюрьмы его бывший профессор по Казанскому университету Н. И. Миролюбов:296.
Как писал С. Н. Николаев, после их с Васильевым освобождения из тюрьмы: «уехал в Новониколаевск и мой товарищ Иван Васильев, имевший по Казани кое-какие связи с кооперативами».

Семён Николаев в своих воспоминаниях описал один не до конца ясный эпизод: 
Васильев как-то таинственно явился во Владивостоке. Несмотря на наши прежние хорошие отношения, он у меня не побывал, и мы раза два встречались у знакомых. Приезд свой  во Владивосток он объяснял тем, что будто бы он кем-то был командирован сюда для чтения лекций по кооперации. Такое объяснение мне показалось весьма подозрительным, сомнительным. В те времена никакие командировки из Сибири в Приморье были невозможны. <...> Эта его поездка как раз совпала с истреблением японцев в том городе <Николаевске-на-Амуре — ВП>. <...> А затем,  по его  отъезде японцы разыскивали его по Владивостоку, а его спутника некоего Гончарова арестовали.
Поездку Васильева во Владивосток подтверждают и его собственные показания в ОГПУ в марте 1931 года. Он сообщал: «Летом 1920, после возвращения из Владивостока…».
10 января 1931 года арестован ОГПУ в Новосибирске. В это время работал членом правления и заведующим отделом Сибкрайсоюза. Известны его детальные признательные показания о «деятельности меньшевистско-эсеровских групп в потребительской кооперации», данные 31 марта того же года. «Мне запомнились следующие, наиболее активные и наиболее
влиятельные лица в проведении меньшевистско-эсеровской линии», «этот кружок (вольно или невольно) сложился по идеологическому сродству, организовал влияние (по крайней мере, облегчал проведение меньшевистско-эсеровской идеологии в руководстве Сибпотребкооперацией». Васильев перечисляет лиц причастных, по его мнению, к «проведению меньшевистско-эсеровской линии»: К. Г. Петунин, П. И. Швейцер, А. С. Гиганов (бывший анархист), А. Н. Гладышев, Кунин, Володин (бывший эсер), В. А. Муравьев, К. И. Бажутин, А. Ф. Батрак, Конисский, Жарков. 23 августа 1931 года коллегия ОГПУ по статье 58 пункт 7 УК РСФСР осудила Васильева на 5 лет лишения свободы.
В 1937 году жил в посёлке Яны-Курган Яны-Курганского района Кзыл-Ординской области. 25 ноября 1937 года арестован Яны-Курганским районным отделом НКВД. Через 9 дней, 4 декабря 1937 года, приговорён тройкой при УНКВД по Южно-Казахстанской области по статье 58-10 УК РСФСР в 10 годам ИТЛ. Дальнейшая судьба неизвестна.

## Семья
- Жена — Евдокия Яковлевна Орлова[4]:243, в семье были дети[f].

## Оценки современников
Семён Николаев вспоминал:
Иван Васильевич Васильев, наш партийный товарищ, очень толковый деятельный студент Межевого института, с неплохим даром слова.

### Архивы
- Государственный исторический архив Чувашской Республики Ф. Р-499. Оп. 1. Ед. хр. 121. Доклад уполномоченного на принятие учреждений бывших комиссариатов по чувашским делам, члена Учредительного собрания И. В. Васильева Г. Ф. Алюнову о принятии документов и материальных ценностей Казанского комиссариата по чувашским делам и Чувашского отдела при народном комиссариате по делам национальностей 26 августа 1918 г.

## Комментарии
1. ↑  Сайт "Хронос" приводит дату рождения как "1892, по другой версии, 1889"[1]. Однако все другие доступные источники сходятся на дате 1892 год[2][3]. Кому принадлежит "другая версия" не ясно.
2. ↑  Сайт "Хронос" указывает "Окончил Московский межевой институт", но информацию Чувашской энциклопедии о том, что Васильев не успел закончить институт[3] подтверждают материалы следственного дела, где указано "Образование: неоконченное высшее"[2].
3. ↑  Расстрелян колчаковцами во главе с капитаном П. М. Рубцовым 23 декабря 1918 года вместе с бывшим членом II Государственной думы И. И. Кириенко
4. ↑  Речь идёт о К. Г. Петунине[14], П. И. Швейцере[15], А. Н. Гладышеве[16], осужденных в марте 1931 по делу "Союзного бюро меньшевиков"  и К. И. Бажутине[17], осуждённому по одному делу с Васильевым. Судьбы и имена других лиц установить не удалось.
5. ↑  Ряд авторитетных справочников сообщает: "переехал в Кемеровскую область. В сентябре 1938 г. был осуждён и расстрелян[3]" (Чувашская энциклопедия) или "В сентябре 1938 предан суду Военной коллегии Верховного суда СССР. Расстрелян[1]" (Сайт "Хронос"). Однако в базах данных о репрессированных среди многочисленных полных тезок Васильева не удается обнаружить, родившегося в 1889 или 1892 году и расстрелянного в сентябре 1938 года. Кроме того, несомненно, что И. В. Васильев в 1937 году жил в Казахстане, а не Кемеровской области.
6. ↑  Журналист А. В. Изоркин беседовал в старожилами села Анаткас. Они сообщили, что в 30-е годы И. В. Васильев приезжал с семьей на малую родину, но работы не нашёл и уехал в Кемеровскую область[18]. Возможно, речь шла о конце 20-х годов, так как в 1931 г. Васильев жил в Новосибирске, потом был арестован, а в 1937 жил в Казахстане, вероятно, в ссылке.